# Lyropaeus helvius
Lyropaeus helvius là một loài bọ cánh cứng trong họ Lycidae. Loài này được Medvedev & Kazantsev miêu tả khoa học năm 1992.